# 장프랑수아 본크
장프랑수아 본크(프랑스어: Jean-François Vonck, 네덜란드어: Jan-Frans Vonck 얀프란스 본크[*], 1743년 11월 29일 ~ 1792년 12월 1일)는 벨기에의 변호사로 1789년 ~ 1790년 브라반트 혁명의 지도자들 중에 하나였다.  이 혁명은 1790년 1월 벨기에 합중국의 창립으로 이끌었다.  본크는 자신의 이름을 딴 형명가들의 급진적 본크파의 영수였다.  그들은 프랑스 혁명에 의하여 영감을 받아 특권을 기반으로 국가의 봉건 정부의 폐지를 간청하였고 더욱 중앙 집중화 정부의 호의에 있었다.

## 어린 시절
바르데험에서 부유 계급 농업 부부 얀 본크와 엘리사베트 판 뉘펄의 아들로 태어났다.  그는 후에 성직자가 된 형 베네딕튀스 히에로니뮈스와 3명의 누이들 - 마리아 안나 요제파, 안나 마르가레타와 마리아 테레지아가 있었다.  본크는 브뤼셀에 있는 예수회 대학에서 인문학을 전공하였다.  후에 그는 헤일에 있는 김나지움에서 수학하였다.  1763년 1월 24일부터 그는 루뱅에 있는 더팔크 대학에서 법률을 전공하였다.  졸업 후, 그는 변호사로서 자신의 성공적인 경력을 시작하였다.

## 브라반트 혁명
브라반트 혁명이 일어난 동안 본크는 시초적으로 헨드릭 판 데어 노트와 그의 국가 통제주의파와 협력하였다.  혁명의 과정에서 판 데어 노트가 "즐거운 입장" 같은 낡은 특권들의 회복을 위하여 노력하면서 그는 본크의 상대가 되었다.  반면에 프랑스에서 개발에 의하여 영향을 받은 본크는 적은 특권들을 목표로 두었다.  그는 더욱 많은 민주주의, 그리고 입법부, 행정부와 사법 사이의 분리를 간청하였다.  본크는 1790년 1월에 나타난 "브라반트의 현재 상태에 공정한 배려"에 자신의 아이디어들을 공식화하였다.  본크는 프랑스 혁명에 의하여 국민의회보다는 존재하는 구조들을 개혁하는 데 목표를 두었다.  본크는 국가 일반에서 3개의 사회 계급 - 성직자, 귀족과 부르주아지의 표현을 확장하기를 원하였다.  성직자는 세속 대표들의 수를 늘여야 했고, 귀족도 또한 그렇게 해야 했다.  본크에 의하면 참가자들로 구성된 3류 계급 부르주아지의 대표는 더욱 높은 중산층 계급으로 넓혀야 했다.  판 데어 노트는 귀족과 가톨릭 교회의 특권을 보존하기를 원하였다.  그는 본크를 위험에 빠뜨리고 자신이 다른 적들에게 그랬던 것처럼 그를 쫓기 시작하였다.  본크의 집은 약탈당하고 3월 17일 그는 브뤼셀에서 숨어야 했다.  어떤 동지들과 함께 본크는 프랑스로 달아나 결국적으로 릴에 도착하였다.  그동안 본크는 자신의 모친의 성 판 뉘펄 아래 여권을 얻었다.  거기서 그는 "브라반트의 현재 상황에 공정한 증거" 타이틀과 함께 자신의 초기 숙고들을 네덜란드어로 번역하였고 그것을 "변호사 본크에 의하여 발행된 짧은 역사 개론 이야기"로 추가하였다.  짧은 후에 그는 릴에서 사망하였다.

## 본크의 나이트캡
본크는 자신이 태어난 알스트 근처의 바르데험 마을에 안장되었다.  그의 매장지는 무덤 파는 일꾼이 납관을 발견했을 때 1923년 재발견되었다.  관에 그는 본크의 해골, 그의 가발과 잘 간직된 나이트캡을 찾았다.  그 나이트캡은 오늘날 시립 기록 보관소에 보존되었고 이제 그의 무덤에 기념비가 서있다.  그는 시·군·구의 빈민들에게 유증하여 아직도 존재하고 오스트플란데런주에서 관리된 장학금 설립을 명령하였다.  또한 브뤼셀 변호사인 그의 지지자이자 가까운 친구 얀 밥티스트 크리소스토뮈스 페얼로이는 1788년 플랑드르 운동으로 전구체를 설명해 온 수필 "모국어에 방치에"를 썼다.